# Scrupocaberea gilbertensis
Scrupocaberea gilbertensis is een mosdiertjessoort uit de familie van de Candidae. De wetenschappelijke naam van de soort is, als Scrupocellaria gilbertensis, voor het eerst geldig gepubliceerd in 1909 door Maplestone.